# Loge de Baréty
Pour les articles homonymes, voir Baréty.
La loge de Baréty (ou espace prétrachéal droit) est un espace anatomique situé dans le médiastin moyen du thorax humain. Elle est formée d'un tissu cellulo-lymphatique cheminant le long de la trachée.
Elle est limitée par : 
- en haut : artère subclavière droite ;
- en bas : la crosse de la veine azygos ;
- en avant : le tronc veineux brachio-céphalique droit et la veine cave supérieure ;
- en arrière : la face antérieure et latérale de la trachée ;
- en dedans : la crosse de l'aorte.

Dans cette loge se croisent plusieurs nerfs : le nerf vague ou pneumogastrique, le nerf phrénique droit, le nerf laryngé récurrent droit.
On y trouve de nombreux ganglions lymphatiques, dont le ganglion de Rouvière et la chaine lymphatique paratrachéale droite appelée chaine ganglionnaire 4R dans la nomenclature internationale de Mountain et Dresler, qui peuvent être le siège de processus cancéreux (adénopathies).